# Гамильтон (округ, Канзас)
Га́мильтон (англ. Hamilton County) — округ в штате Канзас, США. Официально образован 20 марта 1873 года. По состоянию на 2010 год, численность населения составляла 2 690 человека. Округ основан в 1873 году и назван в честь Александра Гамильтона, одного из отцов-основателей США.

## География
По данным Бюро переписи США, общая площадь округа равняется 2 583,838 км2, из которых 2 580,912 км2 суша и 2,927 км2 или 0,110 % это водоёмы.

## Население
По данным переписи населения 2000 года в округе проживает 2 670 жителей в составе 1 054 домашних хозяйств и 715 семей. Плотность населения составляет 1,00 человек на км2. На территории округа насчитывается 1 211 жилых строений, при плотности застройки около 0,00-ти строений на км2. Расовый состав населения: белые — 81,65 %, афроамериканцы — 0,56 %, коренные американцы (индейцы) — 0,49 %, азиаты — 0,49 %, гавайцы — 0,00 %, представители других рас — 15,13 %, представители двух или более рас — 1,69 %. Испаноязычные составляли 0,00 % населения независимо от расы.
В составе 33,90 % из общего числа домашних хозяйств проживают дети в возрасте до 18 лет, 56,90 % домашних хозяйств представляют собой супружеские пары проживающие вместе, 7,60 % домашних хозяйств представляют собой одиноких женщин без супруга, 32,10 % домашних хозяйств не имеют отношения к семьям, 29,40 % домашних хозяйств состоят из одного человека, 15,80 % домашних хозяйств состоят из престарелых (65 лет и старше), проживающих в одиночестве. Средний размер домашнего хозяйства составляет 2,49 человека, и средний размер семьи 3,09 человека.
Возрастной состав округа: 28,40 % моложе 18 лет, 7,20 % от 18 до 24, 25,30 % от 25 до 44, 20,90 % от 45 до 64 и 20,90 % от 65 и старше. Средний возраст жителя округа 38 лет. На каждые 100 женщин приходится 97,60 мужчин. На каждые 100 женщин старше 18 лет приходится 92,60 мужчин.
Средний доход на домохозяйство в округе составлял 32 033 USD, на семью — 38 550 USD. Среднестатистический заработок мужчины был 26 701 USD против 21 000 USD для женщины. Доход на душу населения составлял 16 484 USD. Около 10,90 % семей и 15,70 % общего населения находились ниже черты бедности, в том числе — 21,50 % молодёжи (тех, кому ещё не исполнилось 18 лет) и 9,40 % тех, кому было уже больше 65 лет.